# Astragalus issykkulensis
Astragalus issykkulensis es una especie de planta del género Astragalus, de la familia de las leguminosas, orden Fabales.

## Distribución
Astragalus issykkulensis se distribuye por Kirguistán.

## Taxonomía
Fue descrita científicamente por Sytin & Lazkov. Fue publicada en Turczaninowia 21(2): 258 (2018).